# Viola chejuensis
Viola chejuensis är en violväxtart som beskrevs av Yong No Lee och Y.C.Oh. Viola chejuensis ingår i släktet violer, och familjen violväxter. Inga underarter finns listade i Catalogue of Life.